# Кумпена
Кумпена (рум. Cumpăna) — село у повіті Констанца в Румунії. Адміністративний центр комуни Кумпена.
Село розташоване на відстані 199 км на схід від Бухареста, 9 км на південний захід від Констанци.

## Населення
За даними перепису населення 2002 року у селі проживала 9871 особа.
Національний склад населення села:
| Національність | Кількість осіб | Відсоток |
| -------------- | -------------- | -------- |
| румуни         | 9065           | 91,8%    |
| турки          | 594            | 6,0%     |
| татари         | 177            | 1,8%     |
| цигани         | 13             | 0,1%     |
| німці          | 8              | 0,1%     |
| угорці         | 6              | 0,1%     |

Рідною мовою назвали:
| Мова      | Кількість осіб | Відсоток |
| --------- | -------------- | -------- |
| румунська | 9175           | 92,9%    |
| турецька  | 520            | 5,3%     |
| татарська | 151            | 1,5%     |
| циганська | 8              | 0,1%     |
| угорська  | 7              | 0,1%     |
| німецька  | 7              | 0,1%     |